# Spannung
Spannung è un termine tedesco femminile (die Spannung) che significa letteralmente "tensione". 
Viene usato in narratologia per indicare un elemento del testo narrativo, per la precisione quello corrispondente al momento di massima tensione in cui l'azione culmina o precipita, ad esempio - ma non necessariamente - con un colpo di scena risolutivo. Di regola è preceduta dalle peripezie e seguita dalla conclusione o scioglimento.